# جد بتاح إيوف عنخ

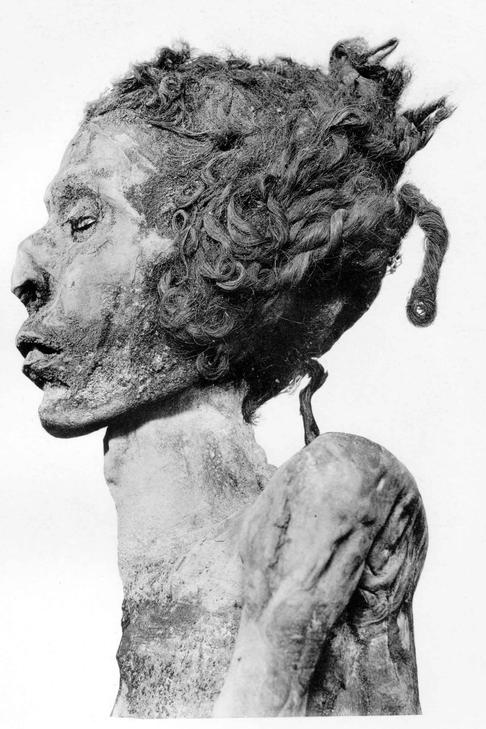
مومياء جد بتاح إيوف عنخ، من DB320.

جد بتاح إيوف عنخ (969 - 935 قبل الميلاد) كان يشغل منصب الكاهن الثاني لآمون والكاهن الثالث لآمون في عهد شيشنق الأول من الأسرة الثانية والعشرين.

## الأسرة والعمل
لا يُعرف جد بتاح إيوف عنخ إلا من خلال مقبرته ومومياءه. وكان يحمل لقب حاكم المنطقة وكذلك "ابن ملك رمسيس" و "ابن ملك رب الأرضين ". وقد يشير لقبه الأخير إلى أنه كان على صلة بالعائلة المالكة التي من المحتمل أن تكون من الأسرة الحادية والعشرين أو الأسرة الثانية والعشرين. تم التخمين أن جدب تاح إيوف عنخ كان زوج نيسيتانبيتاشرو (أ) (التي كانت ابنة بينجم الثاني ونسخونس ). وبشكل واضح تستند هذه النظرية إلى حقيقة أن جد بتاح إيوف عنخ دفن بجوار نيسيتانبيتاشرو في مقبرة 320 بطيبة.

## الموت والدفن
توفي في منتصف عهد شيشنق الأول وفقًا للنقوش المكتوبة على ضمادات مومياءه وتابوته. تم دفنه في مقبرة الدير البحري 320 أو DB320، والتي كانت في الواقع مقبرة لعائلة رئيس كهنة الأسرة الحادية والعشرين لآمون بينوزم الأول. تم اكتشاف المقبرة DB320 في القرن التاسع عشر وسرعان ما اشتهرت لاحتوائها على مخبأ للعديد من أهم المومياوات الملكية في المملكة الحديثة بما في ذلك الرفات البشرية لأمنحتب الأول، ورمسيس الثاني العظيم، ورمسيس الثالث، ورمسيس التاسع، وتحتمس الأول، وتحتمس الثاني وتحتمس الثالث.
تم العثور على ثلاث ضمادات للمومياء منفصلة تعود إلى الأعوام 5 و 10 و 11 من عمر شيشنق الأول على جسد جد بتاح إيوف عنخ.
وقد عثر على مدفن جد بتاح إيوف عنخ سليمًا ولم يعبث به أحد، وفتح جاستون ماسبيرو مومياءه في عام 1886.
وتتميز مومياؤه بوجود بعض الحلي التي كانت على شكل خواتم ذهبية وتمائم وصَل مصرى وأشياء أخرى وجدت على جسده. 

## روابط خارجية
- لمحة عن جد بتاح إيوف نخ